# Панар, Рене
Рене Панар (27 мая 1841 — 16 июля 1908) — французский инженер, изобретатель, автогонщик, пионер автомобильной промышленности. Известен как автор тяги Панара.

## Биография
Инженерное образование получил в Центральной школе искусств и мануфактур (1864). После её окончания в 1867 году присоединился к компании Жан-Луи Перина, производившей пилы и деревообрабатывающие станки, и компания получила название Périn-Panhard. В 1872 году к ним присоединился Эмиль Левассор, принявший на себя оперативное руководство компанией. После смерти Перина в 1886 году они выкупили его акции сохранили его имя в названии компании, которая стала называться Perin, Panhard & Cie. В 1897 году их компания стала называться Панар-Левассор. В 1889 году они купили у Готлиба Даймлера лицензию на его двухцилиндровый двигатель внутреннего сгорания, а в 1890 году Панар и Левассор создали свой первый образец автомобиля.
Участвовал во многих автогонках и выиграл: Париж-Руан в 1894 году, первую большую автогонку в мире, Париж-Бордо-Париж в 1895 году и Тур де Франс в 1899 году. Их автомобили доминировали во всех автогонках до 1900 года. В начале 1900-х годов компания представляла широкий ассортимент роскошных автомобилей. В 1904 году она получил Гран-При на выставке в Сент-Луисе.